# 長松寺 (相模原市)

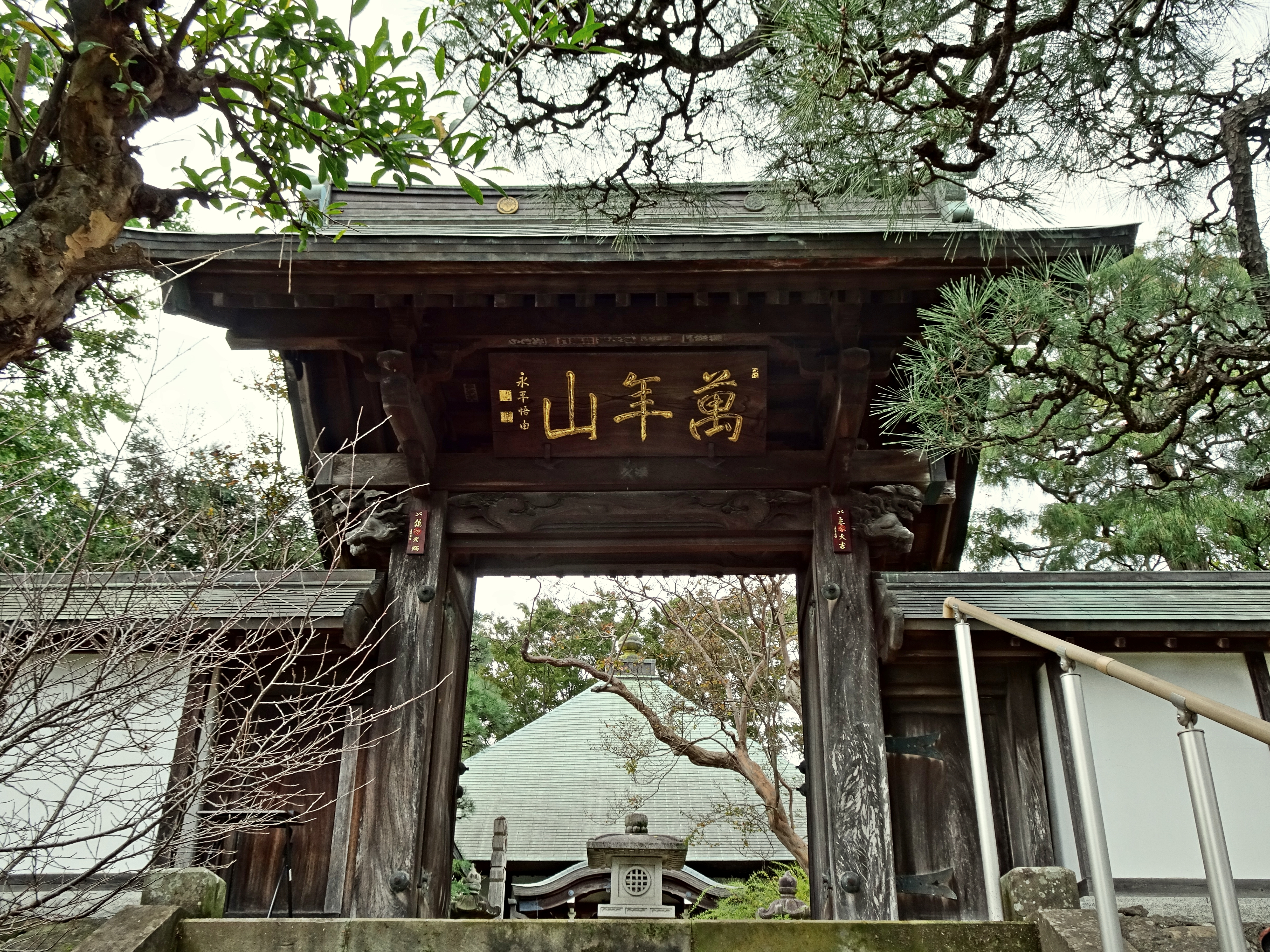
長松寺山門

長松寺（ちょうしょうじ）は、神奈川県相模原市南区に所在する曹洞宗の寺院。

## 歴史
南北朝時代、鎌倉公方足利氏満の開基である。その後、衰微と再興を繰り返し、その間に当初の所属宗派だった臨済宗から曹洞宗に転宗している。
慶安2年（1649年）、幕府より寺領10石が与えられている。
寺宝として、足利氏満が寺領を与えた時の寄進状が残されている。これは相模原市の有形文化財に指定されている。

## 文化財
- 長松寺文書（相模原市指定有形文化財 平成13年4月1日指定）[3]

## 交通アクセス
- JR相武台前駅より徒歩約5分。